# Fantasmas del Espacio
Fantasmas del Espacio es un nombre dado a una serie de personajes de ficción que aparecen en los cómics estadounidenses publicados por Marvel Comics.

## Historial de publicaciones
Los Fantasmas del Espacio aparecieron por primera vez en The Avengers vol. 1 # 2 (noviembre de 1963), fueron creados por Stan Lee y Jack Kirby.

## Biografía ficticia del personaje
Los Fantasmas del Espacio son los sirvientes de Immortus: Maestro del Tiempo. Durante muchos años se asumió que sólo había un fantasma del espacio, pero en el transcurso de la Guerra del Destino que Los Vengadores descubrieron que había más de uno. Durante un viaje en el tiempo a 1873, un trío de fantasmas espaciales estaba atrapado hacerse pasar por los Gunhawks y el Black Rider. Los Fantasmas se dijo anteriormente que se originó en el planeta Phantus, en el sistema Phalbo en la Vía Láctea.
Immortus atrapa a las personas que se perdieron en el Limbo, y debido a la naturaleza de ese plano, comienzan a olvidar su vida anterior y cambian en seres deformes. En las condiciones de Immortus, estos en servidores que pueden perpetuar sus esquemas y manipulaciones de los acontecimientos históricos. Los Fantasmas pueden asimilar a cualquier persona, incluso hasta el punto de la tortura y escapar incluso la notificación de la mente de los lectores.
El primer Fantasma del Espacio, apareció por primera vez en Avengers vol. 1, # 2, copiando a Giant-Man, Iron Man y Hulk. Durante su batalla con los Vengadores, él primero copió a Hulk y Iron Man al luchar. Tomó la forma de un insecto volador al escapar, pero Iron Man lo siguió a la batalla con Hulk. El fantasma del espacio atacó a la Avispa en su forma de insecto, y luego se convirtió en Giant-Man. Después de luchar contra Iron Man, tomó su forma. Finalmente, trató de copiar a Thor y fue expulsado de nuevo al limbo, debido a sus poderes no podían afectar en Asgardianos. El Fantasma del Espacio fue la causa de malentendidos entre los Vengadores y otros, Hulk que llevó a dejar el equipo (por los comentarios y acciones tomada en su contra por los otros).
Dado que todos los Fantasmas del Espacio aparecen idénticos y pueden aparecer como cualquier otra criatura, puede ser difícil determinar qué un fantasma del espacio lo hizo; las siguientes actividades que antes se han atribuido al Fantasma del espacio que encontró por primera vez a los Vengadores, pero estos no pueden haber sido el mismo fantasma del espacio. Un Fantasma Espacial aliado con la Parca y se hizo pasar por Madame Hydra, y mandó una división de HYDRA en esa identidad. El Fantasma del Espacio combatió a los Vengadores, pero se desvía de nuevo en el limbo cuando trató de imitar a Rick Jones que entonces fue ligado a Capitán Mar-Vell. Un Fantasma del Espacio fue obligado por Immortus para hacerse pasar por Mantis para engañar a Kang el Conquistador. Un Fantasma Espacial intentó engañar a Thor a liberar el planeta Phantus del Limbo, y se alió con Thor para salvar a Phantus, lo que llevó a Thor perder una gran parte de la energía del Mjolnir con el tiempo. Un Fantasma del Espacio, una vez encontrado a Rom en el limbo. Más tarde se encontró a los Vengadores en el limbo. Un Fantasma del Espacio fue utilizado como un peón por el joven dios de cálculo en un esquema de picaduras de Spider-Man contra los Vengadores.
El Fantasma del Espacio original se reveló a ser disfrazado como Spider-Man en la serie Más allá!.
Kurt Busiek utilizará a los Fantasmas del Espacio e Immortus en Avengers Forever para explicar una serie de inconsistencias tales como el crossover Avengers titulado The Crossing.

## Poderes y habilidades
Gracias a la potencia de Immortus, un fantasma del espacio puede asumir la forma de prácticamente cualquier objeto o ser vivo a la vez. En el punto de que un fantasma del espacio asume la semejanza del sujeto, el modelo se desvía automáticamente temporalmente en el limbo, y el Fantasma del Espacio materializa exactamente dónde estaba cuando se desvía el tema. El sujeto permanece en el limbo hasta que el fantasma del espacio vuelve a su forma natural o que de otro objeto o criatura. Un fantasma del espacio no tiene dificultades para imitar un número de personas en rápida sucesión, ni parece ser un límite de tiempo en el período en el que puede imitar a alguien. Un fantasma del espacio parece no ser capaz de duplicar ciertos seres poderosos que poseen hechizos mágicos; cuando se intenta duplicar un tal ser él mismo se desvía en el limbo lugar (en particular, cuando trató de convertir en Thor en Los Vengadores (vol. 1) # 2). Mientras que en la forma de otra criatura, el Fantasma del Espacio gana todas las habilidades de la criatura. Se puede incluso convertirse en un objeto que viaja más rápido que la luz.
Un fantasma del espacio tiene conocimiento de la tecnología alienígena sofisticada muy por delante de la actual Tierra y conocimientos avanzados de tiempo y tiempo de viaje.

## En otros medios

### Televisión
- Los Fantasmas del Espacio aparece en el segmento de Hulk / Vengadores de The Marvel Super Heroes, con la voz de Gillie Fenwick.
- Los Fantasmas del Espacio aparecen en The Super Hero Squad Show, episodio "La venganza del Sat Baby", con la voz de Tom Kenny hacerse pasar por Peter Lorre. Los fantasmas atacan a Ms. Marvel, Thor y Herbie cuando entran en el limbo para encontrar una manera de restaurar a Falcon, Iron Man y Scarlet Witch como adultos después de que se convirtieron en los niños pequeños. Un fantasma del espacio los dirige a la Torre hora de restablecer Falcon, Iron Man y Scarlet Witch en adultos. Cuando el Doctor Doom, MODOK y Abominación llegan a la Torre del tiempo y toman el control de la misma, un fantasma del espacio ayuda a Ms. Marvel, Thor y Herbie a luchar contra el Doctor Doom.
- Los Fantasmas del Espacio aparecen en la primera temporada de Avengers Assemble, con las voces de David Kaye, y voces de formas duplicadas por Troy Baker, Travis Willingham, Roger Craig Smith, Laura Bailey y Adrian Pasdar.[12] En el episodio 3, "Dimensión Fantasma". Unos dos fantasmas del espacio imitan los cuerpos de Hawkeye y Thor para ayudar a asegurar un portal para garantizar la invasión de los fantasmas del espacio a la Tierra. Cuando Iron Man encuentra a Hawkeye y Thor duplicados, cerca del dispositivo portal, su armadura identifica que han sido poseídos por Fantasmas Espaciales. Durante el entrenamiento de Falcon con el Capitán América, un fantasma del espacio lo posee a él y ataca a Falcon. Iron Man se iguala al de Falcón y lo salva de Black Widow siendo un Fantasma del Espacio. Mientras que el cierre de la Torre Stark, Iron Man y Falcón son atacados por Hulk como un Fantasma del espacio. Iron Man descubre que Hulk y los demás estaban fuera de lugar como Hulk en un fantasma del espacio llama a un fantasma del espacio de poseer a Iron Man. Mientras que Falcon evade a Hulk Fantasma del espacio, los otros Vengadores en el limbo son abordados por Fantasmas del espacio. El estado de Thor y el Capitán América como Fantasmas del espacio que tienen asimilado a diferentes dimensiones. De vuelta en el limbo, los Vengadores combatan a los fantasmas del espacio con el fin de evitar que pasen por el otro lado. Los fantasmas del espacio tienen a Falcon y de quitar su mochila de alas como los golpes pecio a los fantasmas del espacio a través del portal al limbo con el fin de dejar que el resto de los fantasmas a través del espacio. Falcon activa el modo Redwing de su paquete de vuelo para atrapar a los Vengadores-Fantasmas del Espacio en un vórtice de viento que les envía de vuelta al limbo. Falcon les dice a los Vengadores que los duplicados no tienen las habilidades de los Vengadores reales a medida que se aprovechan de esto. Después de derrotar a sus clones, los Vengadores escapan de vuelta a la Tierra y se destruye el portal de modo que los fantasmas del espacio no puedan pasar nunca.